# Gonzalo Mastriani
Gonzalo Mathías Mastriani Borges (Montevideo, 28 aprile 1993) è un calciatore uruguaiano, attaccante del Botafogo, in prestito dall'Athl. Paranaense.
In patria è stato paragonato più volte a Edinson Cavani.

## Biografia
La famiglia, di origini italiane, si trasferì a metà dell'Ottocento in Uruguay e precisamente a Montevideo; originariamente il cognome era Mastroianni, originario di Caiazzo (CE), ma l'anagrafe sbagliò e lo registrò come Mastriani.

## Caratteristiche tecniche
È in possesso di una buona tecnica e controllo palla, abile nell'uno contro uno.

## Carriera

### Club

#### Sauce e poi Cerro
Gonzalo inizia la sua carriera da calciatore nel 2002, quando viene acquistato dal Sauce per militare nelle varie divisioni giovanili del club. Nel 2006, quattro anni più tardi, viene acquistato dal Cerro dove compie tutta la trafila delle giovanili fino al 2011, anno del suo debutto in prima squadra: esordisce il 14 agosto durante la partita di campionato con il Cerrito; in quell'occasione realizza anche la sua prima rete in carriera. Sette giorni più tardi, esattamente il 21 agosto, rimedia la sua prima ammonizione in carriera da calciatore professionista durante il match con la Rampla Juniors. Il 25 settembre segna la sua prima doppietta, in carriera, in occasione della partita di campionato contro il Liverpool, squadra con sede a Montevideo.

#### Parma e prestiti
Il 5 luglio 2013 viene acquistato ufficialmente dal Parma che lo porta in Italia. Tuttavia viene girato immediatamente in Serie B al Crotone. Con i pitagorici scende in campo solo in cinque occasioni, senza mai andare a segno. Nel gennaio del 2014 si trasferisce, sempre in prestito, al Gorica, società satellite del Parma nella quale scende in campo nove volte, segnando il primo gol il 25 maggio contro il Celje nell'ultimo turno di campionato.
Il 27 agosto 2014 passa ancora una volta in prestito questa volta all'Olhanense squadra Portoghese.

### Nazionale
Nel 2011 il c.t. dell'Under-23 lo inserisce nella lista dei componenti che parteciperanno alla XVI edizione dei Giochi panamericani organizzati a Guadalajara, in Messico ma alla fine non farà parte della squadra.
Nel 2012 è stato convocato per cinque volte nell'Under-20, registrando cinque presenze e tre gol.

## Palmarès

### Competizioni nazionali
- Coppa di Slovenia: 1

Gorica: 2013-2014